# Iwan Iwanow (kulomiot)
Iwan Iwanow (ros. Иван Иванов; ur. 3 stycznia 1992 w Üsztöbe) – kazachski lekkoatleta, kulomiot. Trzykrotny medalista mistrzostw Azji, medalista igrzysk azjatyckich, olimpijczyk z Rio de Janeiro.

## Przebieg kariery
W 2009 był uczestnikiem mistrzostw świata juniorów młodszych rozgrywanych w Bressanone, ale na nich nie osiągnął żadnych sukcesów. Rok później wystartował w mistrzostwach Azji juniorów w Hanoi, na których brał udział w finale zarówno konkursu pchnięcia kulą, jak i rzutu dyskiem – zajął odpowiednio 5. i 6. pozycję.
Od 2012 roku w zawodach międzynarodowych bierze udział, występując jedynie w konkurencji pchnięcia kulą. Na halowych mistrzostwach Azji w Hangzhou wywalczył w finale 6. pozycję. Był finalistą mistrzostw Azji w Pune, ale zajął ostatecznie 7. pozycję. Identyczną lokatę powtórzył w 2015, podczas mistrzostw Azji rozgrywanych w Wuhanie.
Reprezentował swój kraj na igrzyskach olimpijskich w Rio de Janeiro. Wystąpił jedynie w eliminacjach, gdzie uzyskał wynik 17,38 m plasujący go na 17. pozycji.
W 2017 i 2019 roku zdobył brązowy medal mistrzostw Azji. W Bhubaneswarze uzyskał wynik 19,41 m, natomiast w Dosze uzyskał wynik 19,09 m. W 2018 zaś otrzymał brązowy medal igrzysk azjatyckich. W 2023 roku wywalczył trzeci w karierze brązowy medal mistrzostw Azji.
W latach 2011–2021 zdobył dziewięć tytułów mistrza Kazachstanu (w tym jeden tytuł w konkurencji rzutu dyskiem). Wywalczył też cztery tytuły halowego mistrza kraju (w latach 2012-2021).

## Osiągnięcia
| Rok     | Zawody                      | Miasto         | Miejsce | Konkurencja    | Wynik |
| ------- | --------------------------- | -------------- | ------- | -------------- | ----- |
| 2010    | Mistrzostwa Azji juniorów   | Hanoi          | 5.      | pchnięcie kulą | 16,12 |
| 2010    | Mistrzostwa Azji juniorów   | Hanoi          | 6.      | rzut dyskiem   | 50,75 |
| 2012    | Halowe mistrzostwa Azji     | Hangzhou       | 6.      | pchnięcie kulą | 17,74 |
| 2013    | Mistrzostwa Azji            | Pune           | 7.      | pchnięcie kulą | 18,34 |
| 2015    | Mistrzostwa Azji            | Wuhan          | 7.      | pchnięcie kulą | 17,78 |
| 2016    | Letnie igrzyska olimpijskie | Rio de Janeiro | 17. H   | pchnięcie kulą | 17,38 |
| 2017    | Mistrzostwa Azji            | Bhubaneswar    | 3.      | pchnięcie kulą | 19,41 |
| 2017    | Uniwersjada                 | Tajpej         | 7. H    | pchnięcie kulą | 17,22 |
| 2017    | Halowe igrzyska azjatyckie  | Aszchabad      | 1.      | pchnięcie kulą | 19,60 |
| 2018    | Halowe mistrzostwa Azji     | Teheran        | 5.      | pchnięcie kulą | 18,31 |
| 2018    | Igrzyska azjatyckie         | Dżakarta       | 3.      | pchnięcie kulą | 19,40 |
| 2019    | Mistrzostwa Azji            | Doha           | 3.      | pchnięcie kulą | 19,09 |
| 2019    | Mistrzostwa świata          | Doha           | 15. H   | pchnięcie kulą | 19,73 |
| 2023    | Halowe mistrzostwa Azji     | Astana         | 4.      | pchnięcie kulą | 18,10 |
| 2023    | Mistrzostwa Azji            | Bangkok        | 3.      | pchnięcie kulą | 19,87 |
| Źródło: |                             |                |         |                |       |

## Rekordy życiowe
(stan na 16 marca 2022)
- pchnięcie kulą – 20,95 (26 lipca 2019, Ałmaty)
- rzut dyskiem – 53,05 (25 maja 2019, Ałmaty)

Halowe
- pchnięcie kulą – 20,51 (30 stycznia 2016, Ust-Kamienogorsk)

Źródło: 